# みんな私に恋をする
『みんな私に恋をする』（原題: When in Rome）は、2010年のアメリカ映画。日本では劇場未公開作品であるが、上記の邦題で2010年7月14日にDVDが発売された。

## ストーリー
ニューヨークでキュレーター（＝学芸員）として働くベスは、妹の結婚式に出席するためローマを訪れていた。恋愛が上手くいかずムシャクシャしていたベスは、旅先で愛の泉と呼ばれる噴水から5枚のコインを盗み出す。するとコインを投げ入れた男性から熱烈なプロポーズを受け、一気にモテモテに。その中にはベスが想いを寄せるニックもいた。

## キャスト
(　)内は日本語吹き替え版キャスト
- ベス：クリスティン・ベル (豊口めぐみ)
- ニック・ビーモン：ジョシュ・デュアメル (森川智之)
- アントニオ：ウィル・アーネット (高宮俊介)
- アル・ルッソ：ダニー・デヴィート (福田信昭)
- セレステ：アンジェリカ・ヒューストン (塩田朋子)
- ランス：ジョン・ヘダー (楠大典)
- ゲイル：ダックス・シェパード (川島得愛)
- ジェーン：アレクシス・ジーナ (関山美沙紀)
- アンベルトの祖母：ジュディス・マリナ
- ベスの父：ドン・ジョンソン ※クレジットなし